# 河野正雄
河野 正雄（かわの まさお、1948年（昭和23年）7月3日 - ）は、日本の政治家。元福岡県前原市（現・糸島市）長。

## 経歴
熊本市立商業高等学校（現・熊本市立千原台高等学校）卒業。卒業後の1967年日本電信電話公社に入社。福岡電報電話局勤務を経て、2002年に関連会社に移る。同年11月の前原市議会議員選挙に民主党公認で立候補したが落選した。翌2003年に会社を退職し、前原市でパソコン教室を開く。同年7月の前原市長選挙に立候補し、現職の春田整秀を破り、当選する。しかし、就任後に市長公用車の廃止や市立図書館の建設中止などの公約を全く実施しないことや、議会での発言が一定しないことを理由に、2004年前原市議会は市長の河野に対し、辞職勧告決議案を提出した。決議案は可決されたが、河野は辞職を拒否した。このため、市民からリコール運動が起き、署名が規定数を上回ったことで2005年に住民投票が行われることが決定した。だが、河野は「市民の信を問う」として住民投票を前に市長を辞職して、出直し市長選挙に出馬したが、元福岡県職員の松本嶺男に敗れた。